# Ryan Hurst
Ryan Hurst, född 19 juni 1976 i Santa Monica, Kalifornien, är en amerikansk skådespelare. Han är bland annat känd för rollen som Opie i TV-serien Sons of Anarchy och som Beta i The Walking Dead.

## Biografi

### Uppväxt
Hurst föddes i Santa Monica, Kalifornien, son till Candace Kaniecki, en skådespelarcoach, och Rick Hurst, en skådespelare.

### Karriär
Eftersom han blev uppvuxen i en Hollywoodfamilj gjorde Hurst en mycket tidig start i branschen med en återkommande roll i NBC:s komedi, Saved by the Bell: The New Class. Hurst blev också känd som Allisons halvbror Michael i TV-serien Medium. Han spelade också rollen som fotbollsspelaren Lump Hudson i The Ladykillers, dök upp i filmen We Were Soldiers som Sgt. Savage, och hade huvudrollen i TNT-serien Wanted. I Rädda menige Ryan porträtterar Hurst en fallskärmsjägare som på grund av tillfällig hörselnedsättning inte kan förstå Kapten Millers frågor om menige Ryan, vilket tvingar Miller, (spelad av Tom Hanks), att ställa frågor i skrift. Hans största genombrott kom i FX:s TV-serie Sons of Anarchy. Han hade ursprungligen en återkommande roll i säsong 1, men blev genast befordrad till huvudrollsinnehavare i säsong 2 eftersom han blev en favorit bland tittarna. Hurst porträtt av Opie gav honom en Satellite Award för Bästa manliga biroll. Han gav också rösten till Jedidiah i kassasuccén Rango. 

### Privatliv
Hurst träffade sin fru Molly Cookson 1994, och de gifte sig i maj 2005. Tillsammans grundade de sitt eget produktionsbolag Fast Shoes. I april 2013 köpte Hurst ett 3400 kvadratmeter stort hem i Woodland Hills, Los Angeles för 1,7 miljoner dollar.

## Filmografi
| År   | Titel                     | Roll                        | Notering |
| ---- | ------------------------- | --------------------------- | -------- |
| 1997 | The Postman - budbäraren  | Eddie March                 |          |
| 1998 | Patch Adams               | Neil                        |          |
| 1998 | Rädda menige Ryan         | Fallskärmsjägare Mandelsohn |          |
| 2000 | Rules of Engagement       | Kapten Hustings             |          |
| 2000 | Remember the Titans       | Gerry Bertier               |          |
| 2001 | Perfect Lover             | Guy                         |          |
| 2001 | Venus and Mars            | Roberto                     |          |
| 2002 | We Were Soldiers          | Sgt. Ernie Savage           |          |
| 2002 | Lone Star State of Mind   | Tinker                      |          |
| 2004 | The Ladykillers           | Lump Hudson                 |          |
| 2006 | Noble Things              | Kyle Collins                |          |
| 2008 | Chasing the Green         | Ross Franklin               |          |
| 2011 | Rango                     | Jedidiah                    | Röst     |
| 2013 | CBGB                      | Mad Mountain                |          |
| 2018 | A Million Little Pieces   | Hank                        |          |
| 2020 | Superman: Man of Tomorrow | Lobo                        | Röst     |

| År        | Titel                             | Roll                          | Notering |
| --------- | --------------------------------- | ----------------------------- | --- |
| 1993      | Saved by the Bell: The New Class  | Crunch Grabowski              | 2 avsnitt |
| 1994      | Beverly Hills                     | Skådespelarstudent            | Avsnitt: Divas |
| 1995–1996 | Campus Cops                       | Wayne Simko                   | 9 avsnitt |
| 1995      | På heder och samvete              | Dirk Grover                   | Avsnitt: Shadow |
| 1996      | Boston Common                     | Nikolai                       | 2 avsnitt |
| 1996      | Wings                             | Barry                         | Avsnitt: Too Beautiful for You |
| 1999      | L.A. Doctors                      | Kevin Raives                  | 2 avsnitt |
| 2002      | Touched by an Angel               | Doug                          | Avsnitt: Two Sides to Every Angel |
| 2002      | John Doe                          | Elvis Braithwaite             | Avsnitt: Mind Games |
| 2002      | Taken                             | Tom Clarke                    | 5 avsnitt |
| 2004      | Dr. Vegas                         | Steve                         | Avsnitt: All In |
| 2005      | House                             | Sam                           | Avsnitt: The Mistake |
| 2005      | Wanted                            | ATF Field Agent Jimmy McGloin | 13 avsnitt |
| 2005–2007 | Medium                            | Michael 'Lucky' Benoit        | 3 avsnitt |
| 2006      | Everwood                          | Ed Carnahan                   | Avsnitt: Across the Lines |
| 2006      | CSI: Miami                        | Miami Dade Police Officer     | Avsnitt: "Curse of the Coffin" |
| 2007      | Raines                            | Marko                         | Avsnitt: Pilot |
| 2008–2012 | Sons of Anarchy                   | Opie Winston                  | 54 avsnitt; Återkommande: säsong 1 Huvudroll: säsong 2-5 Satellite Award för bästa manliga biroll – Serie, miniserie eller TV-film (2012) Nominerad – PAAFTJ Television Awards för bästa rollbesättning i dramaserie (2013) |
| 2011      | Law & Order: Special Victims Unit | Doug Loveless                 | Avsnitt: "Bombshell" |
| 2013      | King & Maxwell                    | Edgar Roy                     | Huvudroll; 10 avsnitt |
| 2015–2017 | Bates Motel                       | Chick Hogan                   | 15 avsnitt |
| 2019–2020 | The Walking Dead                  | Beta                          | |
| 2019      | Fear the Walking Dead             | Beta                          | |
| 2020      | S.W.A.T.                          | Terry                         | |
| 2021–     | Paradise City                     | Oliver Ostergaard             | |
| 2021      | Den mystiska Benedict-klubben     | Milligan                      | |